# منتخب كاليدونيا الجديدة لسباعيات الرغبي
منتخب كاليدونيا الجديدة لسباعيات الرغبي هو ممثل كاليدونيا الجديدة الرسمي في المنافسات الدولية في سباعيات الرغبي
.